# Мартапура
Мартапу́ра (индон. Martapura) — населённый пункт в Индонезии, расположенный на территории провинции Южный Калимантан. Административный центр округа Банджар.

## Географическое положение
Находится в юго-западной части провинции, на юго-востоке острова Калимантан, на высоте 25 метров над уровнем моря.

Мартапура расположена на расстоянии приблизительно 36 километров к востоку-юго-востоку (ESE) от Банджармасина, административного центра провинции.

## Население
По данным официальной переписи 1990 года, население составляло 105 136 человек.
Динамика численности населения по годам:
| 1990    | 2012    |
| ------- | ------- |
| 105 136 | 152 845 |